# 詩人の恋 (2017年の映画)
『詩人の恋』（しじんのこい、原題：시인의 사랑）は、2017年に公開された韓国映画。監督・脚本はキム・ヤンヒ。出演はヤン・イクチュン、チョン・ヘジン、チョン・ガラムなど。

## ストーリー
自然豊かな済州島で生まれ育った詩人のテッキ（ヤン・イクチュン）は、ここ数年スランプだった。稼げない彼を支える妻ガンスン（チョン・ヘジン）が妊活を始めたことから、テッキの人生に波が立ちはじめる。乏精子症と診断され、詩も浮かばず思い悩む彼を救ったのは、港に開店したドーナツ屋で働く美青年セユン（チョン・ガラム）だった。彼のつぶやきが詩の種となり、新しい詩の世界への扉を開いてくれたのだ。もっと彼を知りたい―。30代後半にして初めて芽生えた“守ってあげたい”という感情を隠しながら、テッキは孤独を抱えるセユンと心を通わせていく。

## キャスト

### 主要人物
- テッキ - ヤン・イクチュン
売れない詩人で乏精子症
- ガンスン - チョン・ヘジン
テッキの妻で稼げない夫に代わって家計を支えている
- セユン - チョン・ガラム
ドーナツ屋で働く青年
- ボンヨン - キム・ソンギュン
テッキの親友

### その他人物
- セユンの母 - パン・ウニ
- セユンの父 - ソン・イナン
- 深緑の森 同人会の女性 - ペク・ジウォン
- 深緑の森 同人会　会長 - キム・ジョンス

## 受賞歴
- 第18回釜山映画評論家協会賞：脚本賞（キム・ヤンヒ）
- 第18回韓国女性映画祭：脚本賞（キム・ヤンヒ）
- 第8回全州プロジェクトマーケット：グランプリ
- 第8回全州プロジェクトマーケット：観客賞